# Gare de Kentish Town
La gare de Kentish Town (en anglais : Kentish Town station, est une gare ferroviaire établie sur la Midland Main Line (en), en zone 2 Travelcard. Elle  est située sur la Kentish Town Road  à Kentish Town dans le borough londonien de Camden sur le territoire du Grand Londres.
Gare National Rail, elle est desservie par des trains du service Thameslink et elle est en correspondance avec la station Kentish Town de la ligne Northern du métro de Londres.